# توبیاس و فرشته (فیلیپینو لیپی)
توبیاس و فرشته (به انگلیسی: Tobias and the Angel) نقاشی رنگ روغن و چسب‌رنگ روی صفحه صنوبر در دوره رنسانس توسط نقاش فلورانسی فیلیپینو لیپی است که در سال ۱۴۷۵–۱۴۸۰ کشیده شده است، موضوع آن توبیاس و فرشته است که موضوع محبوب در آن زمان بود. این تابلو اکنون در گالری ملی هنر در واشینگتن نگهداری می‌شود.